# René Lasserre
Félix Lasserre, més conegut com a René Lasserre (francès: Félix Lasserre)  (Baiona, 9 d'octubre de 1895 - Saint-Avold, 19 d'agost de 1965), va ser un jugador de rugbi a 15 francès que va competir entre la dècada de 1910 i la de 1920.
El 1924 va ser seleccionat per jugar amb la selecció de França de rugbi a 15 que va prendre part en els Jocs Olímpics d'Estiu de París, on guanyà la medalla de plata. Va disputar 15 partits amb la selecció nacional.
A nivell de clubs va jugar al Stade Bayonnais (fins al 1911), l'Anglet (1911-12), Aviron Bayonnais (1912-21), FC Grenoble (1923-26) i US Cognacaise (1921-23 i 1926-30). Va guanyar la lliga francesa de 1913.
Posteriorment va exercir d'entrenador a Cognac. Durant la Primera Guerra Mundial va servir de pilot. Durant l'ocupació de la Segona Guerra Mundial va ser alcalde d'Houlette.